# Baures (gemeente)
Baures is een gemeente (municipio) in de Boliviaanse provincie Iténez in het departement Beni. De gemeente telt naar schatting 6230 inwoners (2018). De hoofdplaats is Baures.